# Castelul Fontainebleau

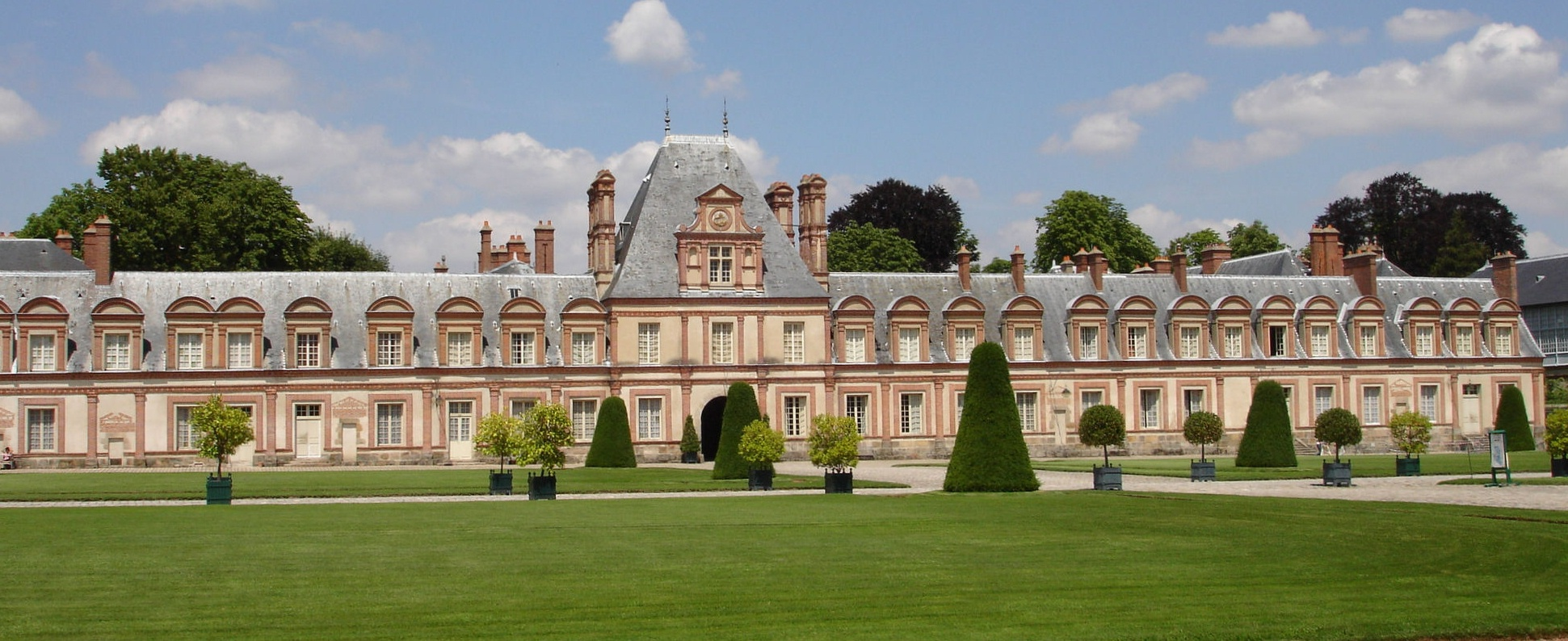
Castelul Fontainebleau

Castelul Fontainebleau, situat la 55 km de centrul Parisului, este unul dintre cele mai mari castele regale din Franța. Palatul cum este astăzi, este lucrarea mai multor monarhi francezi, fiind construit pe o structură a lui Francisc I de la începutul secolului al XVI-lea. Clădirea este aranjată în jurul mai multor curți. Orașul Fontainebleau a crescut în jurul resturilor pădurii de la Fontainebleau, fostul parc regal de vânătoare.

## Istorie

### Palat regal

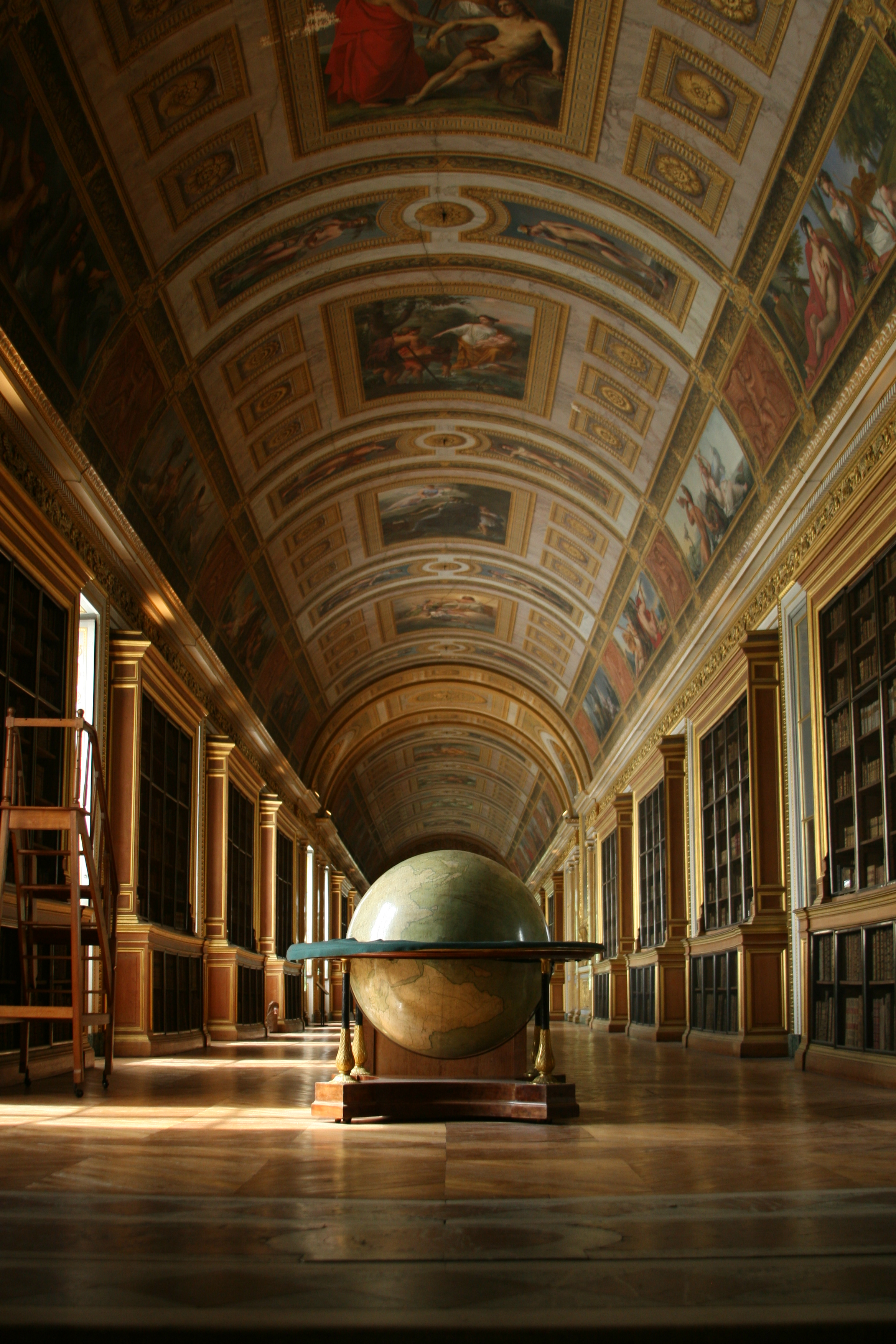
Biblioteca castelului Fontainebleau instalată în galeriile Dianei.

Vechiul castel aflat pe acest loc era deja folosit în ultima parte a secolului al XII-lea de regele Ludovic al VII-lea, căruia Thomas Becket i-a dedicat capela. Fontainebleau era una dintre reședințele favorite ale lui Filip Augustus (Filip al II-lea) și Ludovic al IX-lea. Creatorul actualului edificiu a fost Francisc I, în timpul căruia arhitectul Gilles le Breton a construit cea mai mare parte a clădirilor din "Cour Ovale", incluzând "Porte Doree", intrarea sudică. Regele i-a invitat de asemenea în Franța pe arhitectul Sebastiano Serlio și pe Leonardo da Vinci. Galeria lui Francisc I, cu frescele ei înrămate în ștuc de către Rosso Fiorentino, realizate între 1522 și 1540, a fost prima galerie din Franța bogat decorată.
Prin urmare, la Fontainebleau, Renașterea a fost introdusă în Franța. "Salle des Fetes" (Sală de festivități), în timpul domniei lui Henric al II-lea, a fost decorată de pictorii italieni manieriști Francesco Primaticcio și Niccolo dell'Abbate. "Nimfa de la Fonatinebleau" a lui Benvenuto Cellini, comandată pentru castel, este la Luvru.
O altă campanie de construcție în scopul extinderii a fost intreprinsă de regele Henric al II-lea și Caterina de Medici care i-au angajat pe arhitecții Philibert Delorme și Jean Bullant. La castelul Fontainebleau al lui Francisc I și Henric al II-lea, regele Henric al IV-lea a adăugat curtea care îi poartă numele, "Curtea Prinților", cu învecinată "Galerie a Dianei de Poitiers" și "Galeria cerbilor" , folosită ca bibliotecă. Decoratorii din "a doua școală de la Fontainebleau", mai puțin ambițioși și originali decât primii, au evoluat de la aceste proiecte suplimentare. Henric al IV-lea a străpuns parcul împădurit cu un canal de 1200 m (unde se poate pescui astăzi) și a ordonat plantarea de pini, ulmi și pomi fructiferi. Parcul se întinde pe mai mult de 80 de hectare, închis de pereți și străpuns de poteci rectilinii. Grădinarul lui Henric al IV-lea, Claude Mollet, instruit la Castelul d'Anet, a plantat răsaduri de flori cu model. Conservat încă este jeu de paumme al lui Henric al IV-lea (teren de tenis real). Este cea mai mare curte de acest gen din lume și una dintre puținele publice.
Filip cel Frumos (Filip al IV-lea), Henric al III-lea și Ludovic al XIII-lea s-au născut în acest palat, iar Filip a murit acolo. Cristina a Suediei a locuit acolo ani de zile, după abdicarea ei din 1654. În 1685 Fontainebleau a văzut semnarea Edictului de la Fontainebleau ce revoca Edictul de la Nantes (1598). Oaspeții regali ai regilor din dinastia Bourbon erau găzduiți la Fontainebleau, printre ei numărându-se Petru cel Mare al Rusiei și Christian al VII-lea al Danemarcei.

### Revoluția și Imperiul
La sfârșitul secolului al XVIII-lea, castelul ajunsese într-o stare proastă; în timpul Revoluției Franceze o mare parte din mobilierul original fusese vândut, în timpul vânzărilor revoluționare a tuturor obiectelor din castelele regale, concepute ca o modalitate de a obține bani pentru națiune și că Bourbonii nu se vor reîntoarce în confortul lor. Cu toate astea, în decurs de un deceniu împăratul Napoleon Bonaparte, a început să transforme castelul Fontainebleau într-un simbol al măreției lui, ca o alternativă a Versailles-ului cu conotațiile sale Bourbon. În 1804 Napoleon l-a găzduit acolo pe Papa Pius al VII-lea, când a venit să îl încoroneze pe împărat, și din nou în 1812-1814, când a fost prizonierul lui Napoleon. Cu modificările aduse structurii castelului, incluzând intrarea pietruită suficient de mare pentru intrarea cu trăsura, Napoleon a transformat castelul în locul pe care vizitatorii îl pot vedea astăzi.
La Fontainebleau Napoleon și-a luat rămas bun de la Vechea Gardă și a plecat în exil în 1814. Fontainbleau a fost de asemenea un loc preferat de curtea celui De-al Doilea Imperiu al lui Napoleon al III-lea, nepotul său.

### Astăzi
Astăzi o parte din castel adăpostește Școala Americană de Arte, o școală de artă, arhitectură, și muzică pentru studenții din Statele Unite. Școala a fost înființată de generalul Pershing când soldații lui staționau acolo în timpul Primului Război Mondial.

## Stilul

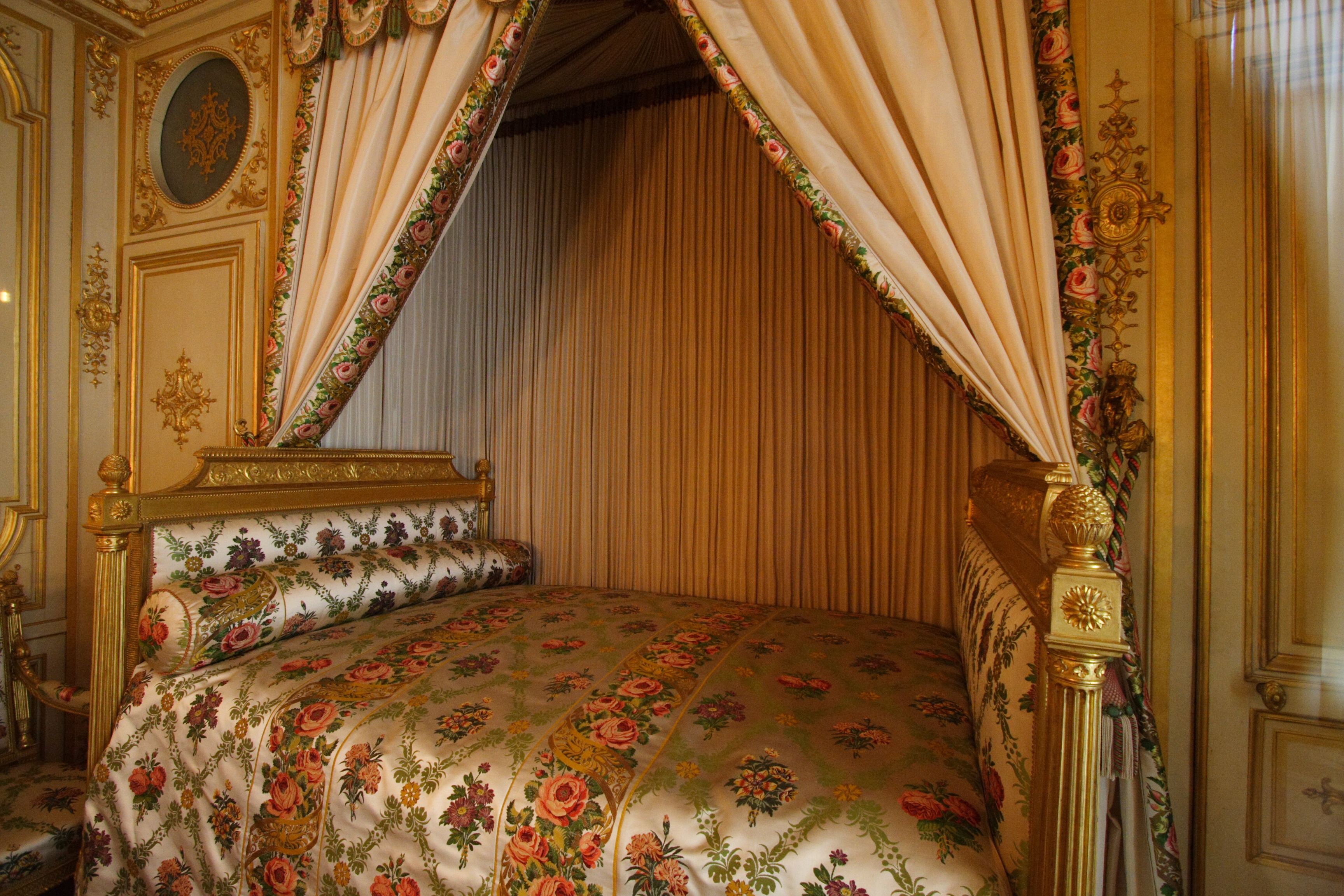
Camera Doamnei de Maintenon, detaliu.

Palatul a introdus în Franța stilul italian manierist în decorațiuni interioare și în grădini. Stilul manierist francez la decorațiunile interioare din secolul al XVI-lea este cunoscut sub numele de "stilul Fontainebleau": el combină sculptură, lucrări în metal, lemn și ștuc, iar în grădini sunt introduse straturile de flori ornamentate. Stilul Fontainebleau combină picturi alegorice în modele din ghips turnat, rama fiind tratată ca și cum ar fi din piele sau hârtie, crestate și laminate în suluri și combinate cu arabescuri. Idealurile Fontainebleau de frumusețe feminină sunt manieriste: un cap mic și elegant, pe un gât lung, trunchi și membre exagerat de lungi,sânii mici și ridicați aproape o reîntoarcere la frumusețile din perioada Goticului Târziu.Noile lucrări de la Fontainebleau au fost imortalizate în gravuri rafinate și delicate care au circulat printre cunoscători ai artei. Prin gravurile de la "Școala de la Fontainebleau" acest nou stil a fost transmis la alte centre din nordul Europei, Antwerpen în special, și Germania, și eventual Londra.

## Patrimoniu mondial UNESCO
Castelul Fontainebleau a fost înscris în anul 1981 pe lista patrimoniului mondial UNESCO.